# Mario Rino Sivieri
Mario Rino Sivieri (Castelmassa, 15 aprile 1942 – Aracaju, 3 giugno 2020) è stato un vescovo cattolico italiano.

## Biografia
Nacque a Castelmassa il 15 aprile 1942; si trasferì nella città di Cossato e frequentò il seminario a Biella. Fu ordinato sacerdote nel 1966 a Roma da papa Paolo VI. Partì come missionario nel nord-est del Brasile, mantenendo sempre stretti contatti con la diocesi di Biella e con la sua città d'origine.

### Ministero episcopale
Nel 1997 fu consacrato vescovo di Propriá, in Brasile, da Hildebrando Mendes Costa. Si spese a favore del seminario e del recupero dei giovani in difficoltà. Nel 2017 diventò vescovo emerito per raggiunti limiti di età.
Morì il 3 giugno 2020 in Brasile.

## Genealogia episcopale
La genealogia episcopale è:
- Cardinale Scipione Rebiba
- Cardinale Giulio Antonio Santori
- Cardinale Girolamo Bernerio, O.P.
- Arcivescovo Galeazzo Sanvitale
- Cardinale Ludovico Ludovisi
- Cardinale Luigi Caetani
- Cardinale Ulderico Carpegna
- Cardinale Paluzzo Paluzzi Altieri degli Albertoni
- Papa Benedetto XIII
- Papa Benedetto XIV
- Cardinale Enrico Enriquez
- Arcivescovo Manuel Quintano Bonifaz
- Cardinale Buenaventura Córdoba Espinosa de la Cerda
- Cardinale Giuseppe Maria Doria Pamphilj
- Papa Pio VIII
- Papa Pio IX
- Cardinale Alessandro Franchi
- Cardinale Giovanni Simeoni
- Cardinale Antonio Agliardi
- Cardinale Basilio Pompilj
- Arcivescovo Joaquim Domingues de Oliveira
- Cardinale Jaime de Barros Câmara
- Arcivescovo José Newton de Almeida Baptista
- Arcivescovo José Maria Pires
- Vescovo Constantino José Lüers, O.F.M.
- Vescovo Hildebrando Mendes Costa
- Vescovo Mario Rino Sivieri